# Koszari

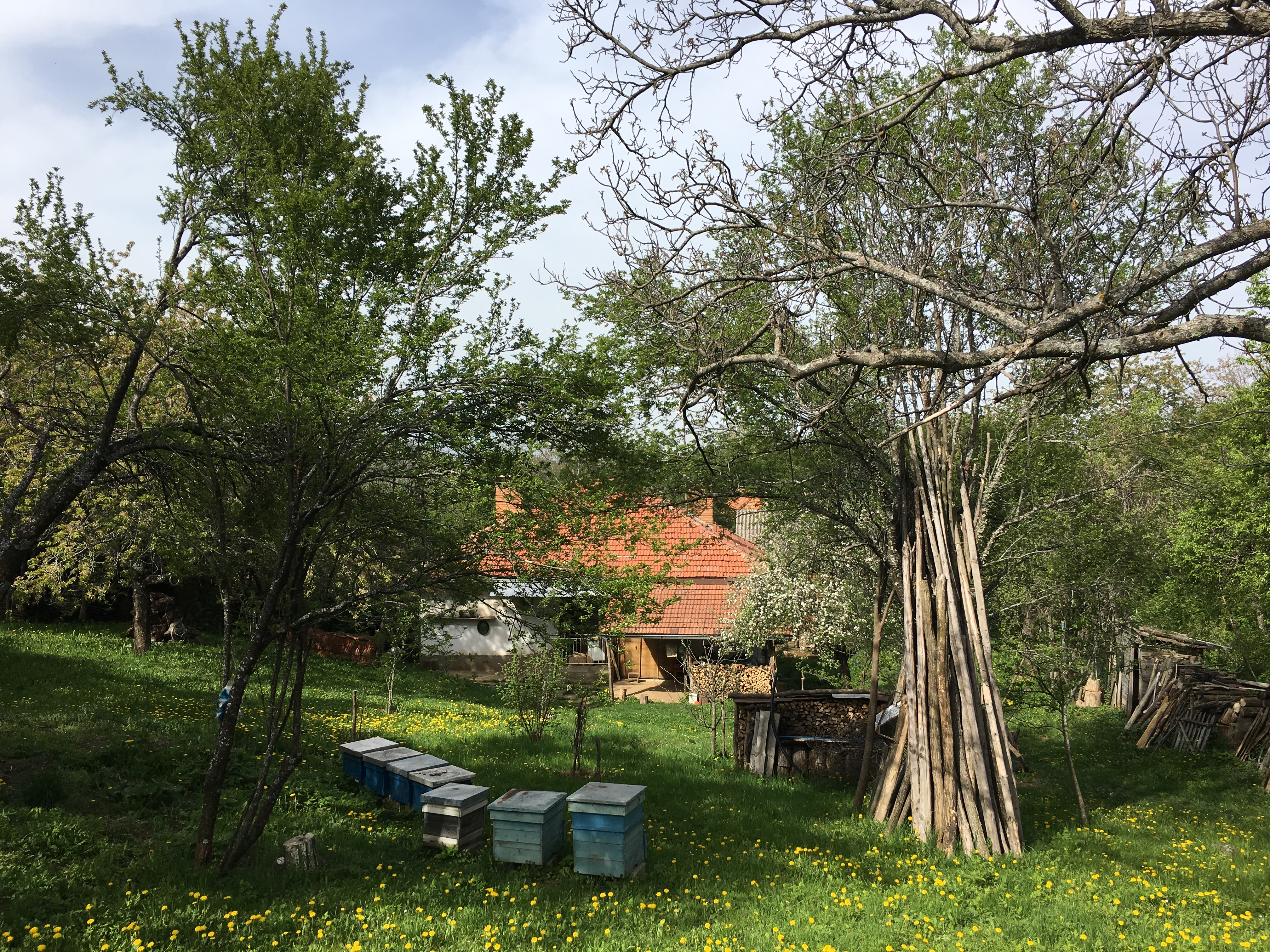
Koszari

Koszari lub Košari (maced. Кошари) – wieś w północno-wschodniej Macedonii Północnej, w gminie Kriwa Pałanka.